# Synaphea intricata
Synaphea intricata är en tvåhjärtbladig växtart som beskrevs av Alexander Segger George. Synaphea intricata ingår i släktet Synaphea och familjen Proteaceae. Inga underarter finns listade i Catalogue of Life.